# دولورس دوران
دولورس دوران (بالبرتغالية: Dolores Duran‏) هي مغنية وملحنة برازيلية، ولدت في 7 يونيو 1930 في ريو دي جانيرو في البرازيل، وتوفي بنفس المكان في 24 أكتوبر 1959 بسبب نوبة قلبية.

## وصلات خارجية
- دولورس دوران على موقع IMDb (الإنجليزية)
- دولورس دوران على موقع ميوزك برينز (الإنجليزية)
- دولورس دوران على موقع ديسكوغز (الإنجليزية)
- دولورس دوران على موقع كينوبويسك (الروسية)